# Kai ǃGarib Local Municipality
Kai ǃGarib (englisch Kai ǃGarib Local Municipality) ist eine Lokalgemeinde im Distrikt ZF Mgcawu der südafrikanischen Provinz Nordkap. Der Sitz der Gemeindeverwaltung befindet sich in Kakamas. Bürgermeister ist Marius Louw.
Benannt ist die Gemeinde nach dem Khoi-Begriff für „großer Fluss“. Der Name bezieht sich auf den Orange River (Gariep), der durch die Gemeinde fließt.

## Städte und Orte
| - Alheit - Augrabies - Bloemsmond - Cillie - Kakamas - Kanoneiland - Keimoes - Kenhardt | - Lennetsville - Louisvale - Loxtonberg - Lutzburg - Marchand - Neilersdrif - Raaswater - Riemvasmaak | - Rugseer - Schroder |

## Bevölkerung
Im Jahr 2011 hatte die Gemeinde 65.869 Einwohner. Davon waren 62,2 % Coloured, 28,3 % schwarz und 6,3 % weiß. Gesprochen wurde zu 71,1 % Afrikaans, zu 23,9 % Setswana und zu 1,2 % Englisch.